# کارخانه هیولاها سالیوان در ایران
کارخانه هیولاها سالیوان در ایران نام  نمایشی است به کارگردانی امین گلستانه و تهیه کنندگی از محمد امین غلامی و امین گلستانه در اردیبهشت ماه 1403 شمسی در مجموعه تماشاخانه ایرانمال با سرمایه گذاری هلدینگ امین بازرگان بیهق بر روی صحنه رفت. از بازیگران  این اثر می‌توان از علی ضمیری ، ثمین افشار، فرهاد اتقیایی و محمد ولی فروتن نام برد. همچنین ساخت قطعات موسیقی  این اثر بر عهده بهزاد الماسی بود.

## خلاصه داستان
کارخانه هیولاها سالیوان در ایران بر اساس طرحی از امین گلستانه طراحی و نوشته شده‌است و  قصه اقتباسی از انیمیشن معروف و محبوب شرکت هیولا ها است ، سالیوان این بار اشتباهی درب اتاق دختر بچه ای در ایران را باز میکند و به دلیل تحریم ارتباط در قطع می شود و این تازه شروع ماجرا است .

## بازیگران
- علی ضمیری
- ثمین افشار
- فرهاد اتقیایی
- محمد ولی فروتن
- الهه خادمی
- ماریه ماشااللهی
- ناصر محمدی
- وحید نفر

## عوامل اصلی پشت صحنه
- مصطفی تیموریان مجری طرح
- رضا کشاورز طراح حرکت و فرم
- بهروز پور برجی طراح رقص های محلی
- سید جلال موسوی طراح گریم
- علی فروتن مشاور کودک و نوجوان
- کاوه خداشناس مشاور هنری

## نقدها
- صاحبه پویان منتقد سینما و تئاتر : امین گلستانه تئاتری را بر صحنه آورده که می‌توان گفت در موضوع، مشابه انیمه کارخانه هیولاها است اما در مضمون متفاوت است، مضمون اثر القای افکاری ورای آن چیزی است که سازندگان اثر اصلی درنظر داشته اند و این است آن نکته‌ای که تفاوت فرهنگ‌ها را ایجاد می‌کند، اگر بخواهم پیام‌ها را تفکیک کنم می‌شود گفت حرف از نبودن دلیل شادی و سخت خندیدن است، حرف از این است که انتخاب اندوه و خشم بسیار ساده‌تر از انتخاب شادی است، از رنج کودکانی که طعمه خشم پدرها و مادرها و خستگی‌هایشان می‌شوند ‌می‌گوید، گاهی راه حل ارائه می‌دهد و گاهی اجازه می‌دهد خود تماشاگر با تعقل تصمیم بگیرد.[۵]

- پویا نبی کارگردان و نویسنده
- نمایش موزیکال و فانتزی (کارخانه هیولا ها، سالیوان در ایران) به قلم و کارگردانی امین گلستانه را باید بدعتی تازه در مارکت محصولات مرتبط به حوزه کودکان و نوجوانان ایران تلقی کرد. نمایشنامه‌ای با یک ایده بغایت خلاقه که با یک تصویر سازی فانتزی همان چیزی شده که مخاطبان دهه نود خورشیدی از آن انتظار دارند. امین گلستانه با تلفیقی آیرونیک و زیباشناسانه اساطیر و قصه های فولکلوریک ایرانی را به شخصیت های یکی از محبوب ترین آثار انیمیشنی کمپانی والت دیزنی ادغام کرده و ماحصل آن یک نمایش پر انرژی، شاد و صد البته به دور از ابتذال های رایج برخی از آثار این ایام است. یکی از شاخصه های اصلی نمایش ( کارخانه هیولا ها ، سالیوان در ایران) بازی یکدست تیم بازیگران آن است. حالا می‌توان در پایان این نوشتار از یک پیشنهاد فرهنگی جذاب سخن به میان آورد پیشنهادی که هرگز از ارائه آن پشیمان نمی شوید.[۶]